# Sonia Borriero
Sonia Borriero (Thiene, 20 aprile 1988) è una sollevatrice e judoka italiana, tre volte campionessa nazionale nella specialità distensione su panca piana.

## Carriera
Inizia a praticare attività sportiva a 5 anni frequentando una scuola di danza classica, dedicandosi tre anni dopo anche alla ginnastica artistica. 
La sua carriera come judoka inizia a 9 anni tesserandosi al Judo Club Robur Thiene per poi proseguire, dal 2004, come atleta della A.S.D. Jigoro Kano Vicenza. Come judoka si è qualificata più volte nel corso degli anni alle finali nazionali dei Campionati Italiani e alla Coppa Italia, conseguendo nel 2007 la cintura nera 1º Dan di Judo. Nel 2011 ottiene la qualifica di Insegnante Tecnico di Judo.
Nel 2012, a 24 anni, si avvicina al mondo della pesistica per recuperare da un infortunio occorso durante una competizione di Judo. Nel 2013 partecipa per la prima volta ai Campionati Nazionali Assoluti di Distensione su Panca, vincendo la gara categoria 69kg e superando il record italiano esistente. Nel 2015 vince i Campionati Italiano Assoluti nella cat. 75kg sollevando 86kg che diventarono il nuovo record italiano di categoria, riconfermandosi l'anno successivo.

## Palmarès

### Judo

#### Campionati italiani
- 5ª Classificata - Campionati Italiani Esordienti - cat. +63kg (2002)
- 11ª Classificata - Campionati Italiani Juniores - cat. 63kg (2005)
- 17ª Classificata - Campionati Italiani U23 - cat. 63kg  (2010)

#### Coppa Italia
- 11ª Classificata - Coppa Italia Junior/Senior - Cat. 63kg (2010)

### Pesistica

#### Campionati italiani assoluti
- 1ª classificata - Distensione su Panca cat. 69kg (2013)
- 1ª classificata - Distensione su Panca cat. 75kg (2015)
- 1ª classificata - Distensione su Panca cat. 75kg (2016)

#### Coppa Italia
- 2ª classificata - Distensione su Panca cat. 69kg (2013)
- 3ª classificata - Distensione su Panca cat. +69kg (2015)
- 1ª classificata - Distensione su Panca cat. +69kg (2016)

## Record nazionali
- 80kg - Record Italiano Assoluto Femminile - cat. 69kg (23 novembre 2013)
- 86kg - Record Italiano Assoluto Femminile - cat. 75kg (14 novembre 2015)